# Sinéad Lynch
Sinéad Lynch (nacida Sinéad Jennings, Letterkenny, 30 de septiembre de 1976) es una deportista irlandesa que compitió en remo.  Su esposo, Sam Lynch, compitió en el mismo deporte.
Ganó tres medallas en el Campeonato Mundial de Remo entre los años 2000 y 2008. Participó en los Juegos Olímpicos de Río de Janeiro 2016, ocupando el sexto lugar en la prueba de doble scull ligero.

## Palmarés internacional
| Campeonato Mundial | Campeonato Mundial   | Campeonato Mundial | Campeonato Mundial      |
| Año                | Lugar                | Medalla            | Prueba                  |
| ------------------ | -------------------- | ------------------ | ----------------------- |
| 2000               | Zagreb (Croacia)     | Medalla de bronce  | Scull individual ligero |
| 2001               | Lucerna (Suiza)      | Medalla de oro     | Scull individual ligero |
| 2008               | Ottensheim (Austria) | Medalla de plata   | Scull individual ligero |